# Кузман Йосифов
Кузман Йосифов Калев Ошавков е виден български просветен деец и общественик от Македония.

## Биография
Кузман Йосифов е роден в 1891 година в големия българо-албански македонски град Дебър, тогава в Османската империя. По произход е от видния български род Ошавкови. Баща му Йосиф е майстор медникар и тенекеджия, член на градската управа в Дебър, а брат му Дамян Йосифов е деец на ВМОРО. Кръстен е на Козма Дебърски.
Кузман Йосифов завършва основно образование и след това заминава да учи в Солунската българска мъжка гимназия на 15 години. В 1910 година се дипломира с двадесет и четвърти випуск на гимназията и започва да следва история и география в Софийския университет. Неуспял да завърши, след избухването на Балканската война в 1912 година се записва доброволец в Македоно-одринското опълчение и служи в Щаба на Втора скопска дружина. Награден е с бронзов медал с корона. Завършва Школата за офицери в Княжево и става ротен командир. Участва и в Първата световна война. Уволнява се от българската армия като подпоручик в 1918 година, в края на Първата световна война.
Започва работа като учител по история във Врачанската мъжка гимназия, след като завършва висшето си образование. Запознава се с Мария Савова във Враца, която също работи като учителка в града и се жени за нея в 1921 година. Активист е на Врачанското македонско благотворително братство.
Семейството се мести във Видин в 1923 година, където работят като учители. Кузман Йосифов работи след това последователно като директор на Ломската мъжка гимназия от 1936 до 1938 година и във Видинската девическа гимназия от 1939 до 1943 година. От 1943 до пенсионирането си в 1948 година е директор на Седма мъжка гимназия в София.
Има две деца – дъщеря и син, и двамата лекари.
Умира в 1983 година.
- Препис от кръщелното на Кузман Йосифов от Дебър, 2 април 1905 г.
- Свидетелство на Кузман Йосифов от Дебър за завършване на Солунската българска мъжка гимназия, 6 юни 1910 г.
- Диплома на Кузман Йосифов от Софийския университет, 7 юли 1915 г.
- Документ на Кузман Йосифов от 35 допълняюща дружина за участието му в Първата световна война, 21 януари 1919 г.
- Грамота за връчване на кавалерския кръст на ордена „Свети Александър“ от цар Борис III, 21 май 1932 г.